# Romy Monteiro
 (juillet 2016).
Romy Monteiro, née le 13 novembre 1992 à Utrecht (Pays-Bas), est une chanteuse et actrice musicale néerlandaise. 

## Biographie
Repérée après sa participation aux auditions de l'émission The Voice of Holland en interprétant la chanson I Will Always Love You de Whitney Houston, elle est choisie pour participer à la comédie musicale néerlandaise The Bodyguard dans le rôle principal.
En 2014, Romy Monteiro participe à l'émission The Voice of Holland dans l'équipe de Trijntje Oosterhuis et elle atteint les quarts de finale. 
En septembre 2015, elle fait ses débuts musicaux dans la comédie musicale néerlandaise The Bodyguard, dans lequel elle est choisie pour le rôle principal de Rachel Marron. Le 6 janvier 2016, elle remporte le musical awards de meilleur espoir pour son rôle dans la comédie musicale The Bodyguard.